# Айрийн Пепърбърг
Айрийн Максин Пепърбърг (на английски: Irene Maxine Pepperberg, родена на 1 април 1949 г. в Бруклин, Ню Йорк) е учен, занимаващ се с животни, по-специално папагали. Тя е професор по психология във Brandeis University и лектор във Харвардски университет. Известна е със задълбочените си изследвания в областта на когнитивна психология основите на езикознание и комуникация и е една от първите, опитали да разширят познанието ни за потенциала на птиците да научават и наред с това да разбират човешката реч. Доктор Пепърбърг също се занимава с различни организации за защита на дивите животни, в частност папагалите.

## Изследвания
Папагалите отдавна се славят с уменията си да имитират звуци, но Айрийн иска да докаже, че тези звуци могат да се развият до нещо близко до човешкия глас. Работи с папагал Жако на име Алекс и успява да го научи да разбира думи, фрази и изречения и да ги използва в усложнени ситуации. Интелигентността му често бива сравнявана с тази на двегодишно дете. Пепърбърг и колегите и целят да покажат, че Алекс може да различава значението на различни думи и да ги подрежда в изречения. Това сочи, че устното общуване с папагала е на ниво, различно от инстинктивното общуване между животните в дивата природа. Although such results are always likely to be controversial, and working intensively with a single animal always incurs the risk of Clever Hans effects, Pepperberg's work has strengthened the argument that humans do not hold the monopoly on the complex or semicomplex use of abstract communication.
Some researchers believe that the training method that Pepperberg used with Alex, (called the model-rival technique) holds promise for teaching autistic and other learning-disabled children who have difficulty learning language, numerical concepts and empathy. When some autistic children were taught using the same methods Dr. Pepperberg devised to teach parrots, their response exceeded expectations.
From work with the single subject Alex, Pepperberg and her colleagues have gone on to study additional African Grey Parrots, and also parrots of other species. A final evaluation of the importance of her work will probably depend on the success of these attempts to generalise it to other individuals.
Alex the African Grey Parrot was found dead on morning of September 6, 2007, and was seemingly healthy the previous day. On September 10, 2007, the necropsy of Alex revealed no discernible cause of death.